# Hermann Ude (Zoologe)
Heinrich Julius Hermann Ude (* 15. August 1860 in Kalefeld; † 5. November 1941 in Hannover) war ein deutscher Zoologe, Realschul- und Hochschullehrer.

## Leben
Hermann Ude wurde zur Zeit des Königreichs Hannover 1860 in „Calefeld“ geboren. Nach seinem Schulbesuch studierte er in Göttingen an der Georg-August-Universität, an der er 1887 zum Dr. phil. promoviert wurde.
In der Gründerzeit des Deutschen Kaiserreichs arbeitete er in Hannover ab 1889 bis in die Zeit der Weimarer Republik im Jahr 1925 als Lehrer an der damaligen Realschule zu Hannover. Während dieser Zeit verwaltete er von 1889 bis 1905 die Sammlungen der Naturhistorischen Gesellschaft Hannover. Von 1913 bis 1931 war er Vorsitzender der Gesellschaft. Ab 1911 lehrte Ude parallel zu seiner Tätigkeit als Realschullehrer an der Hindenburgschule in Hannover als Dozent für Zoologie an der hannoverschen Tierärztlichen Hochschule.
Wissenschaftlich bekannt wurde Hermann Ude vor allem durch seine Arbeit über Oligochaeten.

## Schriften (Auswahl)
- Über die Rückenporen der terricolen Oligochaeten, nebst Beiträgen zur Histologie des Leibesschlauches und zur Systematik der Lumbriciden, Göttingen: Druck der Dieterichschen Universitäts-Buchdruckerei (W. Fr. Kästner), 1888
- Rudolf Bertram, Hermann Ude: Verzeichniss der Büchersammlung der Naturhistorischen Gesellschaft zu Hannover, Hannover: Oldemeyer Nachfolger, 1891
- Hermann Ude (Bearb.): Enchytraeiden (= Ergebnisse der Hamburger Magalhaensischen Sammelreise, Lfg. 1. [No] 3), Hamburg: L. Friedrichsen & Co., 1896
- Hermann Ude (Bearb.): Die Geschichte der Naturhistorischen Gesellschaft zu Hannover von 1797 bis 1897. Zur Feier des hundertjährigen Bestehens der Naturhistorischen Gesellschaft (= Jahresbericht der Naturhistorischen Gesellschaft zu Hannover, Bde. 44–47), Hannover: Hahn’sche Buchhandlung und Verlag, 1897
- Hermann Ude (Hrsg.): Der S. V.-Student. Handbuch für den Sondershäuser Verband. Kartell-Verband Deutscher Studenten-Gesangvereine. Hannover: E. Wendebourg, 1903
  - 2. Auflage, 1909